# Massimiliano Rosolino
Massimiliano Rosolino, né le 11 juillet 1978 à Naples, est un nageur italien.

## Biographie
Né d'un père italien (Salvatore) et d'une mère australienne (Carolyn), il déménage en Australie quand il a tout juste trois ans et rentre en Italie à l'âge de six. En 2002, il retourne en Australie afin de s'entraîner sous la direction de Ian Pope.

## Hommage
Le 7 mai 2015, en présence du président du Comité national olympique italien (CONI), Giovanni Malagò, a été inauguré  le Walk of Fame du sport italien dans le parc olympique du Foro Italico de Rome, le long de Viale delle Olimpiadi. 100 tuiles rapportent chronologiquement les noms des athlètes les plus représentatifs de l'histoire du sport italien. Sur chaque tuile figure le nom du sportif, le sport dans lequel il s'est distingué et le symbole du CONI. L'une de ces tuiles lui est dédiée.

## Palmarès

### Jeux olympiques
- Jeux olympiques 2000 à Sydney (Australie) :
  -  médaille d'or du 200 m 4 nages.
  -  médaille d'argent du 400 m nage libre.
  -  médaille de bronze du 200 m nage libre.
- Jeux olympiques 2004 à Athènes (Grèce) :
  -  médaille de bronze du relais 4 × 200 m nage libre.

### Championnats du monde

#### En grand bassin
- Championnats du monde 1998 à Perth (Australie) :
  -  médaille d'argent du 200 m nage libre.
- Championnats du monde 2001 à Fukuoka (Japon) :
  -  médaille d'or du 200 m 4 nages.
  -  médaille d'argent du relais 4 × 200 m nage libre.
- Championnats du monde 2003 à Barcelone (Espagne) :
  -  médaille de bronze du 200 m 4 nages.
- Championnats du monde 2007 à Melbourne (Australie) :
  -  médaille d'argent du relais 4 × 100 m nage libre.

#### En petit bassin
- Championnats du monde 1999 petit bassin à Hong Kong (Chine) :
  -  médaille de bronze du 400 m nage libre.
- Championnats du monde 2000 petit bassin à Athènes (Grèce) :
  -  médaille d'argent du 200 m nage libre.
  -  médaille de bronze du 400 m nage libre.
  -  médaille de bronze du 200 m 4 nages.
- Championnats du monde 2006 petit bassin à Shanghai (Chine) :
  -  médaille d'or du relais 4 × 200 m nage libre.
  -  médaille de bronze du 200 m nage libre.
  -  médaille de bronze du 400 m nage libre.
- Championnats du monde 2008 petit bassin à Manchester (Royaume-Uni) :
  -  médaille d'argent du 400 m nage libre.
  -  médaille de bronze du 200 m nage libre.
  -  médaille de bronze du relais 4 × 200 m nage libre.

### Championnats d'Europe

#### En grand bassin
- Championnats d'Europe 1995 à Vienne (Autriche) :
  -  médaille de bronze du relais 4 × 200 m nage libre.
- Championnats d'Europe 1997 à Séville (Espagne) :
  -  médaille d'argent du 200 m nage libre.
  -  médaille d'argent du 400 m nage libre.
- Championnats d'Europe 1999 à Istanbul (Turquie) :
  -  médaille d'argent du 200 m 4 nages.
  -  médaille de bronze du 200 m nage libre.
- Championnats d'Europe 2000 à Helsinki (Finlande) :
  -  médaille d'or du 200 m nage libre.
  -  médaille d'or du 200 m 4 nages.
  -  médaille d'or du relais 4 × 200 m nage libre.
- Championnats d'Europe 2002 à Berlin (Allemagne) :
  -  médaille d'or du relais 4 × 200 m nage libre.
  -  médaille d'argent du 400 m nage libre.
  -  médaille de bronze du 200 m nage libre.
- Championnats d'Europe 2004 à Madrid (Espagne) :
  -  médaille d'or du relais 4 × 200 m nage libre.
  -  médaille de bronze du 200 m nage libre.
  -  médaille de bronze du 200 m 4 nages.
- Championnats d'Europe 2006 à Budapest (Hongrie) :
  -  médaille d'or du relais 4 × 200 m nage libre.
  -  médaille d'argent du 400 m nage libre.
  -  médaille d'argent du 200 m nage libre.
- Championnats d'Europe 2008 à Eindhoven (Pays-Bas) :
  -  médaille d'or du relais 4 × 200 m nage libre.
  -  médaille d'argent du relais 4 × 100 m nage libre.
  -  médaille d'argent du 400 m nage libre.
  -  médaille de bronze du 200 m nage libre.

#### En petit bassin
- Championnats d'Europe 1998 à Sheffield (Royaume-Uni) :
  -  médaille d'argent du 200 m nage libre.
  -  médaille d'argent du 400 m nage libre.
- Championnats d'Europe 1999 à Lisbonne (Portugal) :
  -  médaille d'or du 400 m nage libre.
  -  médaille d'argent du 200 m nage libre.
  -  médaille de bronze du 200 m 4 nages.
- Championnats d'Europe 2000 à Valence (Espagne) :
  -  médaille d'or du 200 m nage libre.
  -  médaille d'or du 400 m nage libre.
  -  médaille d'or du 1 500 m nage libre.
  -  médaille d'or du 200 m 4 nages.
- Championnats d'Europe 2003 à Dublin (Irlande) :
  -  médaille d'or du 400 m nage libre.
  -  médaille d'argent du 200 m 4 nages.
  -  médaille de bronze du 1 500 m nage libre.
  -  médaille de bronze du 400 m 4 nages.
- Championnats d'Europe 2004 à Vienne (Autriche) :
  -  médaille d'or du 400 m nage libre.
  -  médaille d'argent du 200 m nage libre.
  -  médaille de bronze du 1 500 m nage libre.
- Championnats d'Europe 2005 à Trieste (Italie) :
  -  médaille d'argent du 200 m nage libre.
- Championnats d'Europe 2006 à Helsinki (Finlande) :
  -  médaille d'argent du 200 m nage libre.
- Championnats d'Europe 2008 à Rijeka (Croatie) :
  -  médaille d'argent du 400 m nage libre.
  -  médaille de bronze du 200 m nage libre.

## Records

### Records personnels
Ce tableau détaille les records personnels de Massimiliano Rosolino au 6 septembre 2009.
| Épreuve          | Temps         | Compétition             | Lieu              | Date       |
| 200 m nage libre | 1 min 46 s 60 | Jeux olympiques de 2000 | Sydney, Australie | 17/09/2000 |
| 400 m nage libre | 3 min 43 s 40 | Jeux olympiques de 2000 | Sydney, Australie | 16/09/2000 |
| 200 m 4 nages    | 1 min 58 s 98 | Jeux olympiques de 2000 | Sydney, Australie | 21/09/2000 |

| Épreuve          | Temps         | Compétition                                            | Lieu            | Date       |
| 200 m nage libre | 1 min 43 s 32 | Championnats d'Europe 2005 petit bassin                | Trieste, Italie | 11/12/2005 |
| 400 m nage libre | 3 min 39 s 33 | Championnats d'Europe 2008 petit bassin                | Rijeka, Croatie | 11/12/2008 |
| 200 m 4 nages    | 1 min 56 s 37 | Championnats d'Italie de natation en petit bassin 2003 | Camogli, Italie | 18/12/2003 |